# Mario Davidovsky
Mario Davidovsky (* 4. März 1934 in Médanos; † 23. August 2019) war ein argentinischer Komponist.
Er studierte bei Guillermo Graetzer, Teodoro Fuchs, Ernesto Epstein und Erwin Leuchter in Buenos Aires, später auch bei Aaron Copland und Milton Babbitt am Berkshire Music Center  in Lenox, Massachusetts. 1959 erhielt er den BMI Student Composer Award. Zunächst unterrichtete er Musik in Buenos Aires, später an der Universität von Lansing/Michigan. Dann wurde er Professor für Komposition an der Manhattan School of Music und Vizedirektor des Columbia-Princeton Electronic Music Center in New York City. 1971 wurde er mit dem Pulitzerpreis ausgezeichnet. 1989 erhielt er den SEAMUS Lifetime Achievement Award. Die American Academy of Arts and Letters und die American Academy of Arts and Sciences nahmen ihn 2004 als Mitglied auf.
Davidovsky komponierte neben Orchesterwerken und Kammermusik vorwiegend elektronische Musik.

## Werke
- Streichquartett Nr. 1 (1951)
- Concertino für Schlagzeug und Streichorchester (1954)
- Quintett für Klarinette und Streicher (1955)
- Suite Sinfonica Para “El Payaso” (1955),
- Drei Stücke für Holzbläserquartett (1956)
- Nonette für neun Instrumente (1956)
- Streichquartett Nr. 2 (1958)
- Serie Sinfonica 1959 (1959)
- Contrastes No. 1 (1960)
- Electronic Study No. 1 (1961)
- Piano 1961 (1961)
- Electronic Study No. 2 (1962)
- Synchronisms No. 1 (1962)
- Trio für Klarinette, Trompete und Viola (1962)
- Synchronisms No. 2 (1964)
- Synchronisms No. 3 (1964)
- Electronic Study No. 3 (1965)
- Inflexions (1965)
- Junctures (1966)
- Synchronisms No. 4 (1966)
- Musik für Solovioline (1968)
- Synchronisms No. 5 (1969)
- Synchronisms No. 6 (1970)
- Chacona (1971)
- Transientes (1972)
- Synchronisms No. 7 (1974)
- Synchronisms No. 8 (1974)
- Scenes from Shir ha-Shirim (1975)
- Streichquartett Nr. 3 (1976)
- Pennplay (1979)
- Consorts (1980)
- Streichquartett Nr. 4 (1980)
- Streichtrio (1982)
- Romancero (1983)
- Divertimento (1984)
- Capriccio (1985)
- Salvos (1986)
- Quartetto (1987)
- Synchronisms No. 9 (1988)
- Biblical Songs (1990)
- Concertante (1990)
- Simple Dances (1991)
- Synchronisms No. 10 (1992)
- Shulamits Traum (1993)
- Festino (1994)
- Concertino (1995)
- Flashbacks (1995)
- Quartetto No. 2 (1996)
- Streichquartett Nr. 5 (1998)
- Quartetto No. 3 (2000)
- Cantione Sine Textu (2001)
- Sefarad: Four Spanish-Ladino Folkscenes
- Divertimento for 8 ‘Ambiguous Symmetries’ (2015)